# Devynne Charlton
Devynne Ashtyn Charlton (sinh ngày 26 tháng 11 năm 1995) là một vận động viên người Bahamas chuyên vượt rào 100 mét. Cô đại diện cho đất nước của mình tại Giải vô địch thế giới 2015 mà không đủ điều kiện cho vòng bán kết.

## Thành tích giải đấu
| Năm                      | Giải đấu                                                  | Địa điểm                    | Thứ hạng                 | Nội dung                 | Chú thích                |
| Representing the Bahamas | Representing the Bahamas                                  | Representing the Bahamas    | Representing the Bahamas | Representing the Bahamas | Representing the Bahamas |
| ------------------------ | --------------------------------------------------------- | --------------------------- | ------------------------ | ------------------------ | ------------------------ |
| 2010                     | CARIFTA Games (U17)                                       | George Town, Cayman Islands | 8th                      | 100 m                    | 12.40                    |
| 2010                     | CARIFTA Games (U17)                                       | George Town, Cayman Islands | 5th                      | 100 m H                  | 14.73 (w)                |
| 2010                     | CARIFTA Games (U17)                                       | George Town, Cayman Islands | 3rd                      | 4x100 m                  | 46.85                    |
| 2010                     | Central American and Caribbean Junior Championships (U18) | Santo Domingo, Dom. Rep.    | 2nd                      | 4x100 m                  | 46.64                    |
| 2011                     | CARIFTA Games (U17)                                       | Montego Bay, Jamaica        | 1st                      | 100 m                    | 11.91                    |
| 2011                     | CARIFTA Games (U17)                                       | Montego Bay, Jamaica        | 4th                      | 100 m H                  | 14.19                    |
| 2011                     | CARIFTA Games (U17)                                       | Montego Bay, Jamaica        | 2nd                      | 4x100 m                  | 46.16                    |
| 2011                     | World Youth Championships                                 | Lille, France               | 16th (sf)                | 100 m                    | 12.33                    |
| 2011                     | World Youth Championships                                 | Lille, France               | 12th (h)                 | Medley                   | 2:11.10                  |
| 2011                     | Pan American Junior Championships                         | Miramar, United States      | 1st                      | 4x100 m                  | 45.09                    |
| 2011                     | Pan American Junior Championships                         | Miramar, United States      | 3rd                      | 4x400 m                  | 3:42.61                  |
| 2012                     | CARIFTA Games (U20)                                       | Hamilton, Bermuda           | 5th                      | 100 m H                  | 13.97                    |
| 2012                     | CARIFTA Games (U20)                                       | Hamilton, Bermuda           | 1st                      | 4x100 m                  | 45.02                    |
| 2012                     | Central American and Caribbean Junior Championships (U18) | San Salvador, El Salvador   | 3rd                      | 100 m                    | 11.97                    |
| 2012                     | Central American and Caribbean Junior Championships (U18) | San Salvador, El Salvador   | 3rd                      | 100 m H                  | 13.77                    |
| 2012                     | Central American and Caribbean Junior Championships (U18) | San Salvador, El Salvador   | 2nd                      | 4x100 m                  | 45.72                    |
| 2012                     | World Junior Championships                                | Barcelona, Spain            | 36th (h)                 | 100 m h                  | 14.20                    |
| 2012                     | World Junior Championships                                | Barcelona, Spain            | –                        | 4x100 m                  | DNF                      |
| 2013                     | CARIFTA Games (U20)                                       | Nassau, Bahamas             | 1st                      | 100 m                    | 11.60                    |
| 2013                     | CARIFTA Games (U20)                                       | Nassau, Bahamas             | 3rd                      | 100 m H                  | 14.25                    |
| 2013                     | CARIFTA Games (U20)                                       | Nassau, Bahamas             | 1st                      | 4x100 m                  | 44.77                    |
| 2014                     | CARIFTA Games (U20)                                       | Fort-de-France, Martinique  | 7th                      | 100 m                    | 11.68 (w)                |
| 2014                     | CARIFTA Games (U20)                                       | Fort-de-France, Martinique  | 3rd                      | 4x100 m                  | 45.47                    |
| 2014                     | Central American and Caribbean Junior Championships (U20) | Morelia, Mexico             | 1st                      | 100 m H                  | 13.56                    |
| 2014                     | Central American and Caribbean Junior Championships (U20) | Morelia, Mexico             | 3rd                      | 4x100 m                  | 45.73                    |
| 2014                     | World Junior Championships                                | Barcelona, Spain            | 9th (sf)                 | 100 m h                  | 13.36 (w)                |
| 2014                     | World Junior Championships                                | Barcelona, Spain            | –                        | 4x100 m                  | DQ                       |
| 2015                     | Pan American Games                                        | Toronto, Canada             | 13th (h)                 | 100 m H                  | 13.22 (w)                |
| 2015                     | Pan American Games                                        | Toronto, Canada             | 7th                      | 4x100 m                  | 44.38                    |
| 2015                     | NACAC Championships                                       | San José, Costa Rica        | 6th                      | 100 m H                  | 13.01 (w)                |
| 2015                     | NACAC Championships                                       | San José, Costa Rica        | 4th                      | 4x100 m                  | 44.28                    |
| 2015                     | World Championships                                       | Beijing, China              | 27th (h)                 | 100 m H                  | 13.16                    |
| 2017                     | World Championships                                       | London, United Kingdom      | 13th (sf)                | 100 m H                  | 12.95                    |
| 2017                     | World Championships                                       | London, United Kingdom      | –                        | 4x100 m                  | DNF                      |
| 2018                     | World Indoor Championships                                | Birmingham, United Kingdom  | 8th                      | 60 m H                   | 8.18                     |
| 2018                     | NACAC Championships                                       | Toronto, Canada             | 5th                      | 100 m H                  | 13.01                    |

## Thành tích cá nhân tốt nhất
Ngoài trời
- 100 mét - 11,31 (+1,9   m / s) (Cao đẳng tiểu bang, PA, ngày 14 tháng 5 năm 2017)
- 200 mét - 23,76 (+1,5   m / s) (Đông Lansing 2015)
- Vượt rào 100 mét - 12,74 (+1,6   m / s) (Eugene (Hayward Field), kỷ lục 10 tháng 6 năm 2017)

Trong nhà
- 60 mét - 7,26 (Geneva 25th 2017)
- Vượt rào 60 mét - 7,89 (Birmingham 3 tháng 3 năm 2018) [2]